# Absorvente

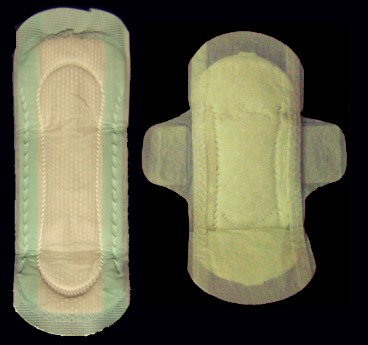
Absorventes, sem e com abas.

O absorvente (português brasileiro) ou penso higiénico (português europeu) é um produto de higiene íntima externo feminino, utilizado durante a menstruação. A sua função é absorver o mênstruo e/ou sangramento eliminado durante o período menstrual, quando a parede uterina é eliminada por não ter ocorrido a fecundação do óvulo. Esse período tem uma duração de três dias a uma semana, em ciclos de aproximadamente vinte e oito dias, e o absorvente é usado para coletar o mênstruo, de modo a permitir uma interação normal da mulher enquanto dure o seu fluxo. Recomenda-se que os absorventes sejam trocados a cada 3–4 horas para evitar certas bactérias que possam apodrecer no sangue; esse tempo também pode diferir dependendo do tipo usado, do fluxo e do tempo em que é usado.

## Tipos de absorventes
Atualmente existem vários tipos de absorventes disponíveis, que podem ser divididos entre descartáveis e reutilizáveis, de uso interno ou externo. Entre os reutilizáveis encontram-se as calcinhas, coletores e absorventes de tecidos, que podem ser lavados.
No dizer de pesquisados da UFRGS, "os produtos de uso externo são constituídos normalmente de tecidos de algodão, poliéster, poliamida, elastano, poliuretano laminado e tecidos que são misturas desses componentes. O coletor é composto somente de silicone, material de alta durabilidade. O modo de utilizar os produtos não se diferencia entre os produtos descartáveis e os reutilizáveis. A diferença está no cuidado com o produto após a sua utilização. Os descartáveis são simplesmente colocados no cesto de resíduos para serem depositados em aterros sanitários, aterros controlados,lixões ou o depósito final de resíduos sólidos não recicláveis que a prefeitura do local destina esses resíduos. Os reutilizáveis passam por processos específicos de limpeza após serem utilizados".